# کومتیگره
کومتیگره شهری در شهرستان کومبیسیری در استان بازگا در بورکینافاسوی مرکزی است و جمعیت آن ۴۴۷ نفر است.